# Janusz Kupcewicz
Janusz Bogdan Kupcewicz (født 9. december 1955 i Gdańsk i Polen, død 4. juli 2022) var en polsk fodboldspiller (forsvarer).
Kupcewicz spillede gennem sin 15 år lange karriere i hjemlandet hos Arka Gdynia, Lech Poznań og Lechia Gdańsk, ligesom han havde kortvarige udlandsophold i både Frankrig, Grækenland og Tyrkiet. Med Lech Poznan var han i 1983 med til at vinde det polske mesterskab.
Kupcewicz opnåede desuden 20 kampe for det polske landshold, hvori han scorede fem mål. Han var med i landets trup til både VM i 1978 i Argentina og VM i 1982 i Spanien. Ved den sidstnævnte turnering vandt polakkerne bronze, med Kupcewicz blandt målscorerne i bronzekampen mod Frankrig.